# Sweet Dreams (gruppo musicale)
I Sweet Dreams sono stati un trio musicale britannico attivo nel 1983.
Il gruppo era composto dai giovani Carrie Grant (nata nel 1965), Robert "Bobby" McVay e Helen Kray.
Il gruppo ha rappresentato il Regno Unito all'Eurovision Song Contest 1983 col brano I'm Never Giving Up, classificandosi al sesto posto.